# IC 624
IC 624 ist eine Spiralgalaxie vom Hubble-Typ Sa im Sternbild Sextant südlich des Himmelsäquators. Sie ist schätzungsweise 218 Millionen Lichtjahre von der Milchstraße entfernt und hat einen Durchmesser von etwa 180.000 Lj.
Das Objekt wurde am 4. Mai 1893 vom französischen Astronomen Stéphane Javelle entdeckt.